# Mythos Olympia – Kult und Spiele in der Antike
Mythos Olympia – Kult und Spiele in der Antike (internationaler englischer Titel: Olympia: Myth – Cult – Games) war eine Ausstellung, die vom 31. August 2012 bis 7. Januar 2013 im Martin-Gropius-Bau in Berlin stattfand. Im Frühjahr 2013 wurde die Ausstellung in Doha gezeigt, im Herbst 2013 im Nationalmuseum in Athen.

## Inhalte
In der Ausstellung werden Artefakte des antiken Heiligtums von Olympia, den dortigen Kulten und den Wettkämpfen gezeigt. Die Ausstellung ist in drei Bereiche unterteilt:
1. Das Heiligtum:
Mittelpunkt der Ausstellung sind die im Lichthof des Martin-Gropius-Baus aufgestellten Rekonstruktionen der Giebel des Zeus-Tempels von Olympia. Die in ihrer Gesamtheit 30 Meter langen Abgüsse der Originale kamen durch Verträge zwischen den deutschen Ausgräbern und den griechischen Behörden nach der Auffindung nach Berlin, da von Beginn an vertraglich geregelt wurde, dass abgesehen von Doubletten alle Originale in Griechenland verbleiben sollen und damit anders als zu der Zeit üblich nicht in die Heimat der Ausgräber verbracht wurden. Weiterhin werden viele Weihegaben gezeigt, zum Teil stammen sie aus den Ausgrabungen der letzten Jahre und werden erstmals einer breiten Öffentlichkeit präsentiert. Pilger stifteten Gott Zeus zum Teil seltene Tier- und Menschenfiguren. Einzelne Stücke gehören zu den frühesten künstlerischen Zeugnissen der griechischen Kultur.
2. Die moderne Erforschung Olympias:
In der zweiten Abteilung wird die Erforschung Olympias präsentiert. Dabei wird auf diesen Bereich so intensiv eingegangen, wie bis dato noch nie in einer solchen Umgebung. Hier wird mit der Wiederentdeckung Olympias im Jahr 1829 durch französische Forscher begonnen, der Schwerpunkt natürlich auf die deutschen Ausgrabungen im 19. Jahrhundert und wieder seit 1936 gelegt. Dabei werden Fundstücke der drei großen Grabungsperioden mit technischen Ergebnissen der Grabungsmethoden gegenübergestellt: Schnittzeichnungen, Funddokumentationen und Prospektionen.
3. Die Olympischen Spiele der Antike:
In dieser Abteilung werden die verschiedenen Disziplinen der Leicht- und Schwerathletik vorgestellt. Zudem wird auf die Bildnisse der Olympioniken, der Sieger der antiken Spiele, eingegangen. Sie gelten als grundlegende Bildnisse für die Entwicklung des Menschenbildes bis in heutige Zeit.

Die Ausstellung zeigt unterschiedliche Formen der antiken Kunst, insbesondere Skulpturen, Bronzen, Terrakotten und Vasen. Herausragende Einzelstücke sind etwa der Dioskobol des Bildhauers Myron aus Rom oder die Corritrice Barberini aus dem Vatikan.

## Organisation
Mythos Olympia findet auf Betreiben der Griechischen Kulturstiftung in Berlin des griechischen Kultusministeriums statt und wird von den Berliner Festspielen durchgeführt. Unterstützt werden sie dabei vom Deutschen Archäologischen Institut und dem Martin-Gropius-Bau. Die Schirmherrschaft haben der griechische Staatspräsident Karolos Papoulias und Bundespräsident Joachim Gauck übernommen.
Die Antikensammlung der Staatlichen Museen zu Berlin ist mit einer großen Zahl an Leihgaben vertreten und fungiert als Mitveranstalter. Weitere Leihgeber und an der Organisation beteiligte Partner sind das Archäologische Nationalmuseum Athen, das Archäologische Museum Olympia und das Numismatische Museum Athen. Insgesamt kommen mehr als 500 Exponate aus Griechenland. Finanziell wurde die Ausstellung durch den Hauptstadtkulturfonds und den Sparkassen-Kulturfonds ermöglicht, die John S. Latsis Public Benefit Foundation Athen und die A. G. Leventis Foundation stellten weitere Fördermittel zur Verfügung. Einzelne Leihgaben kamen aus den Vatikanischen Museen, aus dem Louvre, aus dem Museo Nazionale Romano, der Skulpturensammlung Dresden und der Glyptothek und den Staatlichen Antikensammlungen München.
Die Ausstellung hat zehn Medienpartner aus den Bereichen Funk- und Fernsehen, Kino, Tagespresse sowie weiteren regelmäßigen Publikationen.

## Begleitprogramm
Die Ausstellung wird durch ein breit gefächertes Begleitprogramm unterstützt. Neben dem allgemeinen Vermittlungs- und Rahmenprogramm wird im Kinosaal des Martin-Gropius-Baus in jedem Monat ein öffentlicher Vortrag gehalten:
- September: Alain Schnapp: Suche nach Olympia und erste Grabungen der Franzosen
- Oktober: Hans-Joachim Gehrke: Das antike Olympia, seine Spiele und seine Erforschung
- November: Angelos Delivorrias: Giebel des Zeustempel
- Dezember: Andreas Vött: Aktuelle geoarchäologische Forschung

In Kooperation mit dem Deutschen Archäologischen Institut wird die MGB-Schüler-Uni veranstaltet. Nach einem einführenden Vortrag werden die Schüler durch die Ausstellung geführt:
- September: Norbert Benecke: Tierknochen aus Ausgrabungen erzählen Geschichte
- Oktober: Karl-Uwe Heußner: Holzfunde – Archive für die Altersbestimmung und Umweltgeschichte
- November: Julia Gresky: Mord oder Krankheit? – Untersuchungen an menschlichen Skeletten aus archäologischen Ausgrabungen
- Dezember: Reinder Neef: Pflanzenreste ausgegraben – das vergeht doch alles?

Am ersten Sonntag eines jeden Monats finden Workshops für Kinder und Jugendliche statt, weitere Workshops in den Ferien. Das pädagogische Programm ermöglichte die Friede Springer Stiftung.

## Publikationen
Schon die Vorbereitung der Ausstellung wurde publizistisch begleitet. Hans-Joachim Gehrke und Wolf-Dieter Heilmeyer veröffentlichten mit Olympia – antik und modern. Konzept einer Ausstellung eine Broschüre, in der das Konzept der Ausstellung vorgestellt wurde, das in Grundzügen schon das spätere Konzept beinhaltete. Der Katalog zur Ausstellung mit demselben Titel wie die Ausstellung selbst erschien 2012 im Prestel Verlag.

## Rezeption
Die Berliner Zeitung lobt die Ausstellung als „große Erzählung von religiöser Leidenschaft und kultischer Begeisterung für den Wettstreit“.
Thomas Bach vom DOSB hinterließ folgende Bemerkung im Besucherbuch: „Wer im Berliner Martin-Gropius-Bau die kostbaren Originale betrachtet, wird wohl mehr als einen Grund finden, einige Augenblicke inne zu halten: Weil eine solche Ausstellung mit Leihgaben aus allen großen europäischen Museen möglich ist und weil Kultur und Sport Menschen und Völker verbinden - gerade in Zeiten großer Herausforderungen. Ich empfehle diese Ausstellung allen sportbegeisterten Menschen.“
Die Zeit äußerte sich kritisch: „Sie ist schön und teuer, aber eine Berliner Olympia-Ausstellung schlägt keine Brücke zur Gegenwart und unterschlägt die Nazi-Vergangenheit der Archäologie und des Sports.“; wobei diese Besprechung jedoch vollständig am Anspruch dieser Ausstellung vorbeigeht, die sich ausdrücklich mit den olympischen Spielen der Antike beschäftigt. 
Der Deutschlandfunk bemerkte jedoch dazu:
„Eigentlich sollte ein Ausstellungsteil über die modernen olympischen Spiele und ihre politische Konzeption den krönenden Abschluss der Olympia-Ausstellung im Gropius-Bau darstellen.“
Weitere Besprechungen der Ausstellung erschienen in der FAZ und der Welt.
Das Emirat Katar hatte einen Großteil der Kosten für die Ausstellung übernommen. Damit sollte auch die eigene Olympiabewerbung für das Jahr 2020 unterstützt werden. Kritisiert wird, dass das Emirat Katar daher Einfluss auf die Gestaltung und die Inhalte der Ausstellung genommen hat und kritische Betrachtungen zu den Olympischen Spielen in der Neuzeit ausgelassen wurden.